# Grand Prix van San Remo 1948
De Grand Prix van San Remo 1948 was een autorace die werd gehouden op 27 juni 1948 op het Circuito di Ospedaletti in de Italiaanse badpaats San Remo.

## Uitslag
| Positie | Nummer | Rijder                  | Team          | Ronden | Tijd/Opgave |
| ------- | ------ | ----------------------- | ------------- | ------ | ----------- |
| 1       | 34     | Alberto Ascari          | Maserati      | 85     | 3:03:34.0   |
| 2       | 30     | Luigi Villoresi         | Maserati      | 84     | +1 ronde    |
| 3       | 44     | Clemar Bucci            | Maserati      | 83     | +2 ronden   |
| 4       | 46     | Raymond Sommer          | Ferrari       | 82     | +3 ronden   |
| 5       | 6      | Louis Rosier            | Talbot-Lago   | 81     | +4 ronden   |
| 6       | 4      | Louis Chiron            | Talbot-Lago   | 80     | +5 ronden   |
| 7       | 40     | Birabongse Bhanubandh   | Maserati      | 80     | +5 ronden   |
| 8       | 12     | Yves Giraud-Cabantous   | Talbot-Lago   | 79     | +6 ronden   |
| 9       | 42     | Eugène Chaboud          | Delahaye      | 78     | +7 ronden   |
| 10      | 24     | Rudolf Fischer          | Simca-Gordini | 78     | +7 ronden   |
| NF      | 18     | Emmanuel de Graffenried | Maserati      | 34     |             |
| NF      | 28     | Giuseppe Farina         | Maserati      | 27     | Gas         |
| NF      | 10     | Luigi Platé             | Talbot-Lago   | 14     | Ongeluk     |
| NF      | 22     | Chico Landi             | Maserati      | 9      | Remmen      |
| NF      | 14     | Gianfranco Comotti      | Talbot-Lago   | 8      |             |
| NF      | 38     | Luigi Fagioli           | Maserati      | 1      | Mechaniek   |